# Enfants terribles
Enfants terribles è un film del 2005 diretto da Terry Nemeroff.
È una commedia drammatica statunitense con Christopher Lloyd, Peter Facinelli e Leslie Zemeckis (moglie di Robert Zemeckis).

## Produzione
Il film, diretto e sceneggiato da Terry Nemeroff e prodotto dallo stesso Nemeroff e da Leslie Zemeckis tramite la Zemeckis/Nemeroff Films. Fu girato a Los Angeles e a Santa Barbara in California dal 27 agosto 2004. Nei crediti viene ringraziato Robert Zemeckis.

## Distribuzione
Il film fu distribuito negli Stati Uniti nel 2005. Fu presentato al Chicago International Film Festival il 9 ottobre 2005..

## Promozione
La tagline è: "Incest, murder, and grave robbery. Every family has its values.".